# 조반니 파스콸레
조반니 파스콸레(이탈리아어: Giovanni Pasquale, 1982년 1월 5일, 이탈리아 베나리아레알레 ~ )는 이탈리아의 전 축구 선수이다.